# Зернов, Павел Михайлович
Па́вел Миха́йлович Зернов (1905—1964) — советский военный и государственный деятель, организатор советского атомного проекта, первый директор Конструкторского бюро № 11 — ныне Российского федерального ядерного центра. Заместитель министра среднего машиностроения СССР, генерал-лейтенант инженерно-танковой службы (1963). Дважды Герой Социалистического Труда (1949, 1956), лауреат Ленинской и дважды лауреат Сталинской премий, кандидат технических наук (1937).

## Биография
Родился 6 (19) января 1905 года в деревне Литвиново (ныне в составе Кольчугино Владимирской области) в семье рабочего.
С июля 1919 года до января 1925 года трудился рабочим на Кольчугинском заводе, после чего ушел на комсомольскую работу и до сентября 1926 года был секретарём Кольчугинского районного комитета ВЛКСМ.
С 1926 по 1929 году учился на рабочем факультете имени Артёма в Москве. По окончании рабфака, с 1929 по 1933 году учился в Московском Высшем Техническом училище имени Н. Э. Баумана. После окончания института, защитив диплом по специальности «инженер-механик по двигателям внутреннего сгорания», Павел Зернов был оставлен в МВТУ аспирантом и одновременно работал старшим инженером, затем научным сотрудником в лаборатории, преподавателем. Окончив в 1937 году аспирантуру, защитил диссертацию на соискание учёной степени «кандидат технических наук».
В феврале 1938 года Зернов был назначен главным инженером Главного Управления Дизелестроительной промышленности, в сентябре 1938 года — начальником Главного Управления Тракторной промышленности Народного Комиссариата машиностроения СССР, а в феврале 1939 года, в период организации Народного Комиссариата среднего машиностроения СССР, — заместителем Народного Комиссара, где работал до июня 1940 года. С июня 1940 года П. М. Зернов назначен Председателем Всесоюзного комитета стандартов при Совете Народных Комиссаров СССР, занимая это пост до декабря 1942 года.
В военные годы генерал-майор инженерно-танковой службы Зернов П. М. проявил талант выдающегося организатора производства, особенно в должности заместителя Наркома, в ведении которого находилась танковая промышленность страны.
В феврале 1943 года ГКО СССР рассмотрел и утвердил программу научных и технических исследований по практическому использованию «внутриатомной» энергии. В 1946 году П. М. Зернова назначили директором базы № 112 Главгорстроя СССР. Основными задачами этого объекта, получившего затем наименование «КБ-11», значились «разработка конструкции и изготовление опытных образцов реактивных двигателей», фактически означавших создание ядерного оружия.
«КБ-11» (ныне Российский Федеральный ядерный центр — Всероссийский научно-исследовательский институт экспериментальной физики) в закрытом городе «Арзамас-16» Нижегородской области (ныне город Саров) принимал участие в создании экспериментальной и конструкторской базы по разработке советского ядерного оружия. Под руководством П. М. Зернова формировался коллектив «КБ-11», осуществлялось строительство лабораторных зданий, создавалась экспериментальная база, на которой велись все необходимые научно-исследовательские и конструкторские работы по подготовке конструкции первой отечественной атомной бомбы.
После успешного окончания работ по созданию атомного заряда П. М. Зернов 29 октября 1949 года был удостоен звания Героя Социалистического Труда. На своём посту он проработал до 1951 года.

Могила Зернова на Новодевичьем кладбище Москвы.

Павел Михайлович Зернов скончался 7 февраля 1964 года. Похоронен в Москве на Новодевичьем кладбище (6 участок).

## Награды и звания
- Награждён четырьмя орденами Ленина, орденами Трудового Красного Знамени, Кутузова 1-й (16.09.1945) и 2-й степени, медалями.
- Лауреат Ленинской (1963 год) и дважды лауреат Сталинской премий (1951, 1953 годы).
- Удостоен звания «Почётный гражданин города Сарова»[источник не указан 3650 дней]

## Память
Бронзовый бюст дважды Героя Социалистического Труда П. М. Зернова в 1974 году установлен в городе Кольчугино Владимирской области (скульптор И. Дараган, архитектор С. Молчанов), где его имя носит одна из улиц. В музее Кольчугинского завода один из стендов посвящён славному земляку. В городе Сарове Нижегородской области именем Героя и основателя этого города названы улица и парк культуры и отдыха.